# العلاقات الأذربيجانية الإريترية
العلاقات الأذربيجانية الإريترية هي العلاقات الثنائية التي تجمع بين أذربيجان وإريتريا.

## مقارنة بين البلدين
هذه مقارنة عامة ومرجعية للدولتين:
| وجه المقارنة                                              | أذربيجان        | إريتريا                                      |
| --------------------------------------------------------- | --------------- | -------------------------------------------- |
| المساحة (كم2)                                             | 86.60 ألف       | 117.60 ألف                                   |
| عدد السكان (نسمة)                                         | 10.00 مليون     | 6.33 مليون                                   |
| الكثافة السكانية (ن./كم²)                                 | 115.47          | 53.83                                        |
| العاصمة                                                   | باكو            | أسمرة                                        |
| اللغة الرسمية                                             | اللغة الأذرية   | اللغة التغرينية، اللغة العربية، لغة إنجليزية |
| العملة                                                    | مانات أذربيجاني | ناكفا                                        |
| الناتج المحلي الإجمالي (بليون دولار)                      | 40.75 مليار     | 2.61 مليار                                   |
| الناتج المحلي الإجمالي (تعادل القوة الشرائية) بليون دولار | 171.56 مليار    |                                              |
| الناتج المحلي الإجمالي الاسمي للفرد دولار أمريكي          | 5.50 ألف        |                                              |
| الناتج المحلي الإجمالي للفرد دولار أمريكي                 | 17.52 ألف       |                                              |
| مؤشر التنمية البشرية                                      | 0.751           | 0.391                                        |
| رمز المكالمات الدولي                                      | +994            | +291                                         |
| رمز الإنترنت                                              | .az             | .er                                          |
| المنطقة الزمنية                                           | ت ع م+04:00     | ت ع م+03:00                                  |

## منظمات دولية مشتركة
يشترك البلدان في عضوية مجموعة من المنظمات الدولية، منها:
| علم المنظمة | اسم المنظمة                        | تاريخ انضمام أذربيجان | تاريخ انضمام إريتريا |
| ----------- | ---------------------------------- | --------------------- | -------------------- |
|             | مؤسسة التمويل الدولية              | 11 أكتوبر 1995        | 11 أكتوبر 1995       |
|             | منظمة حظر الأسلحة الكيميائية       | ?                     | ?                    |
|             | يونسكو                             | 3 يونيو 1992          | 2 سبتمبر 1993        |
|             | الاتحاد الدولي للاتصالات           | 10 أبريل 1992         | 6 أغسطس 1993         |
|             | الأمم المتحدة                      | 2 مارس 1992           | 28 مايو 1993         |
|             | منظمة الشرطة الجنائية الدولية      | ?                     | ?                    |
|             | البنك الدولي للإنشاء والتعمير      | 18 سبتمبر 1992        | 6 يوليو 1994         |
|             | الاتحاد البريدي العالمي            | ?                     | ?                    |
|             | مؤسسة التنمية الدولية              | 31 مارس 1995          | 6 يوليو 1994         |
|             | وكالة ضمان الاستثمار متعدد الأطراف | 23 سبتمبر 1992        | 10 سبتمبر 1996       |

## وصلات خارجية
- موقع وزارة الخارجية الأذربيجانية